# Гуам на летних Олимпийских играх 2012
Гуам принимал участие в летних Олимпийских играх 2012 года, которые проходили в Лондоне (Великобритания) с 27 июля по 12 августа, где его представляли 8 спортсменов в пяти видах спорта. На церемонии открытия Олимпийских игр флаг Гуама несла Мария Данн, а на церемонии закрытия — Рикардо Блас.
На летних Олимпийских играх 2012 Гуам вновь не сумел завоевать свою первую олимпийскую медаль. Два спортсмена установили новые рекорды Гуама: бегунья Эми Аткинсон на 800-метровой дистанции и пловчиха Пилар Симидзу на 100 метров брассом.

### 

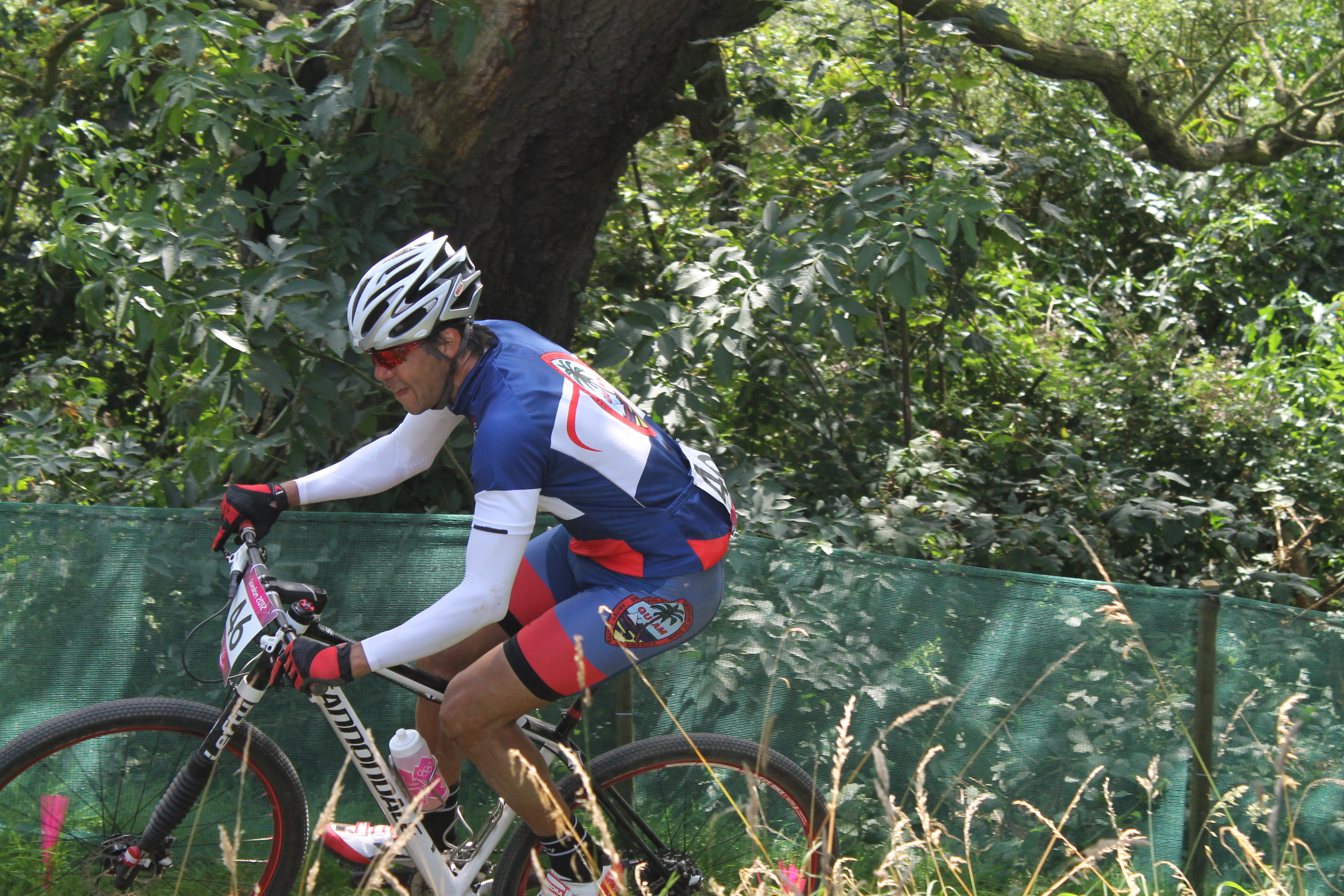
Велосипедист Дерек Хортон на дистанции кросс-кантри

## Состав и результаты

### Борьба
Женщины
Вольная борьба
| Соревнование | Спортсмены | 1/16 финала          | 1/8 финала            | Четвертьфинал         | Полуфинал             | Финал                 | Место |
| Соревнование | Спортсмены | Соперник Результат   | Соперник Результат    | Соперник Результат    | Соперник Результат    | Соперник Результат    | Место |
| ------------ | ---------- | -------------------- | --------------------- | --------------------- | --------------------- | --------------------- | ----- |
| до 63 кг     | Мария Данн | RUSЛ. Волосова П 0:5 | Завершила выступление | Завершила выступление | Завершила выступление | Завершила выступление | 18    |

### Велоспорт

#### Маунтинбайк
| Соревнование | Спортсмены   | Результат | Место |
| ------------ | ------------ | --------- | ----- |
| кросс-кантри | Дерек Хортон | LAP       | 42    |

### Дзюдо
Мужчины
| Соревнование | Спортсмены   | 1/16 финала             | 1/8 финала                | Четвертьфинал        | Полуфинал            | Финал                | Место |
| Соревнование | Спортсмены   | Соперник Результат      | Соперник Результат        | Соперник Результат   | Соперник Результат   | Соперник Результат   | Место |
| ------------ | ------------ | ----------------------- | ------------------------- | -------------------- | -------------------- | -------------------- | ----- |
| свыше 100 кг | Рикардо Блас | GUIФ. Кейта В 0101:0002 | CUBО. Брайсон П 0001:0100 | Завершил выступление | Завершил выступление | Завершил выступление | 9     |

### Лёгкая атлетика
Мужчины
Беговые виды
| Соревнование | Спортсмены    | Отборочный раунд | Отборочный раунд | Отборочный раунд | Полуфинал            | Полуфинал            | Полуфинал            | Финал                | Финал                |
| Соревнование | Спортсмены    | Забег            | Результат        | Место            | Забег                | Результат            | Место                | Результат            | Место                |
| ------------ | ------------- | ---------------- | ---------------- | ---------------- | -------------------- | -------------------- | -------------------- | -------------------- | -------------------- |
| 800 метров   | Дерек Манделл | 1                | 1:58,94          | 7                | Завершил выступление | Завершил выступление | Завершил выступление | Завершил выступление | Завершил выступление |

Женщины
Беговые виды
| Соревнование | Спортсмены   | Отборочный раунд | Отборочный раунд | Отборочный раунд | Полуфинал             | Полуфинал             | Полуфинал             | Финал                 | Финал                 |
| Соревнование | Спортсмены   | Забег            | Результат        | Место            | Забег                 | Результат             | Место                 | Результат             | Место                 |
| ------------ | ------------ | ---------------- | ---------------- | ---------------- | --------------------- | --------------------- | --------------------- | --------------------- | --------------------- |
| 800 метров   | Эми Аткинсон | 3                | 2:18,53 (NR)     | 5                | Завершила выступление | Завершила выступление | Завершила выступление | Завершила выступление | Завершила выступление |

### Плавание
Мужчины
| Соревнование                  | Спортсмены       | Отборочный раунд | Отборочный раунд | Полуфинал            | Полуфинал            | Финал                | Финал                |
| Соревнование                  | Спортсмены       | Результат        | Место            | Результат            | Место                | Результат            | Место                |
| ----------------------------- | ---------------- | ---------------- | ---------------- | -------------------- | -------------------- | -------------------- | -------------------- |
| 100 метров вольным стилем     | Кристофер Дуэнас | 53,37            | 44               | Завершил выступление | Завершил выступление | Завершил выступление | Завершил выступление |
| 10 километров в открытой воде | Бенджамин Шульте | Не проводится    | Не проводится    | Не проводится        | Не проводится        | 2:03:35,1            | 25                   |

Женщины
| Соревнование       | Спортсмены    | Отборочный раунд | Отборочный раунд | Полуфинал             | Полуфинал             | Финал                 | Финал                 |
| Соревнование       | Спортсмены    | Результат        | Место            | Результат             | Место                 | Результат             | Место                 |
| ------------------ | ------------- | ---------------- | ---------------- | --------------------- | --------------------- | --------------------- | --------------------- |
| 100 метров брассом | Пилар Симидзу | 1:15,76          | 42               | Завершила выступление | Завершила выступление | Завершила выступление | Завершила выступление |